# Поляков, Эдуард Николаевич
Эдуард Николаевич Поляков (30 июля 1931, Москва — 16 февраля 2014, Верхняя Салда, Свердловская область) — советский хоккеист, защитник. Мастер спорта СССР (1956). Тренер. Судья республиканской категории.

## Биография
С детства занимался футболом и хоккеем в московском «Спартаке». Воспитанник свердловского хоккея. В сезоне 1950/51 играл в чемпионате СССР за «Динамо» Свердловск. Два сезона, проходя армейскую службу, провёл в ОДО (Свердловск). Восемь лет отыграл в челябинском «Авангарде» / «Тракторе» в классе «А». В сезонах 1977/78 — 1978/79 — старший тренер «Старт» (Верхняя Салда). Старший тренер клуба «Южный Урал» Орск (1979/80).
Более 30 лет отработал тренером по хоккею и футболу в салдинском спортклубе.
Скончался 16 февраля 2014 года, похоронен в Верхней Салде.